# Spongiaxius novaezealandiae
Spongiaxius novaezealandiae är en kräftdjursart som först beskrevs av Lancelot Alexander Borradaile 1916.  Spongiaxius novaezealandiae ingår i släktet Spongiaxius och familjen Axiidae. Inga underarter finns listade i Catalogue of Life.